# Новопокровка (Ореховский район)
Новопокро́вка (укр. Новопокровка) — село,
Белогорьевский сельский совет,
Ореховский район,
Запорожская область,
Украина.
Код КОАТУУ — 2323980503. Население по переписи 2001 года составляло 314 человек.

## Географическое положение
Село Новопокровка находится на правом берегу реки Малая Токмачка, которая через 2,5 км впадает в реку Конка,
выше по течению на расстоянии в 4 км расположено село Павловское (Пологовский район).
Река в этом месте пересыхает.
Рядом проходят автомобильная дорога Т-0815 и
железная дорога, станция Новокарповка в 4-х км.

## История
- 1922 год — дата основания
- 2022 год — 27 октября в ходе Вторжения России на Украину  село было полностью захвачено вооружёнными силами Российской Федерации.[2]